# Arthur De Schrevel
 (février 2023).
Arthur Charles De Schrevel (1850-1934) est un prêtre et historien belge, spécialisé dans les XVIe et XVIIe siècles, et en particulier l'histoire de l'Église catholique pendant la Révolte hollandaise. Il fut également un collaborateur prolifique de la Biographie nationale de Belgique.

## Biographie
De Schrevel est né le 5 janvier 1850 à Wervicq, fils du Dr Ivon De Schrevel et de Melanie Liebaert. Il étudie la théologie à l'université catholique de Louvain et est ordonné prêtre le 7 juin 1873 à Bruges. 
Le 10 septembre 1877, il est nommé professeur au séminaire de Bruges, dont il devient directeur le 18 août 1880. À partir du 26 juillet 1889, il est chanoine honoraire de la cathédrale de Bruges. En 1894, il devient secrétaire de l'évêque Gustave Waffelaert et chanoine titulaire de la cathédrale. En 1905, il est nommé archiprêtre de la cathédrale et en 1911 vicaire général du diocèse. Il prend sa retraite en mars 1931 et décède à Bruges le 18 avril 1934. Son service funèbre a eu lieu dans la cathédrale le 23 avril 1934.

## Ouvrages
- Histoire du séminaire de Bruges (2 vol., 1883)
- Documents relatifs à l'histoire du Séminaire de Bruges (1883)
- Le Collège de Ruard Tapper à Louvain (1887)
- Florilegium seu fasciculus precum et exercitiorum (1892)
- Gaspar de la Torre, XXXIIIe prévôt de Notre-Dame à Bruges : fils testament (1892)
- Troubles religieux du XVIe siècle au quartier de Bruges, 1566-1568 (1894)
- Remi Drieux, évêque de Bruges et les troubles des Pays-Bas (2 vol., 1901-1903)
- Statuts de la gilde des libraires, imprimeurs, maîtres et maîtresses d'école, à Bruges, 19 janvier 1612 (1903; 2e éd. 1908)
- Les gloires de la Flandre maritime et de la Flandre gallicante au XVIe siècle, lecture de AC De Schrevel à l'occasion du cinquantenaire du Comité flamand de France (1904)
- Histoire du Klein Seminarie Roeselare principale d'une introduction ou coup d'œil sur l'état de l'enseignement moyen dans la région correspondante à la Flandre occidentale actuelle (1906)
- Comment disparut le trésor de la Cathédrale de St-Donatien à Bruges en 1578-1579 (1909)
- Établissement et débuts des Carmes déchaussés à Bruges (1910)
- Le Protestantisme à Ypres et dans les environs de 1578 à 1584 d'après des comptes contemporains (1913)
- Le Traité d'alliance conclu en 1339 entre la Flandre et le Brabant renouvelé en 1578 (1914)
- Recueil de documents relatifs aux troubles religieux en Flandre, 1577-1584 (2 vol., 1921-1924)
- Marguerite d'Autriche et le couvent des Annonciades à Bruges (1924)
- Notes et documents pour servir à la biographie de Remi Drieux, IIe évêque de Bruges : relation sur l'état de son diocèse en 1589 (1931)